# Mengíbar (Jaén)
Mengíbar ist eine spanische Gemeinde. Sie befindet sich in der Autonomen Gemeinschaft Andalusien, in der Provinz Jaén. 2024 hatte die Gemeinde 10.011 Einwohner. Sie gehört zu Metropolregion Jaén.

## Geografie
Mengíbar ist eine Stadt mit einer geographischen Lage zwischen Jaén, Linares und Bailén, die Stadt hat ein wichtiges Wachstum am Ende des 20. Jahrhunderts und am Anfang des 21. Jahrhunderts erlebt, sowohl demographisch als auch wirtschaftlich. In Mengíbar mündet der Fluss Guadalbullón in den Guadalquivir.

## Geschichte
Die Siedlung Ossigi bei Mengíbar war einst der Schauplatz von Kämpfen zwischen den Römern und dem karthagischen General Hannibal. Später wurde die Siedlung von den Römern zerstört und ihre Bewohner hingerichtet, nachdem diese sich geweigert hatten, hohe Steuern zu entrichten.
Sie heutige Siedlung war früher unter dem Namen Mexibar bekannt und erhielt 1574 gegen die Zahlung von 22.500 Dukaten die Unabhängigkeit vom Gerichtsbezirk Jaén. Im Jahr 1808 erlitten die Franzosen hier ihre erste Niederlage im Unabhängigkeitskrieg.